# Ferdinand Carré

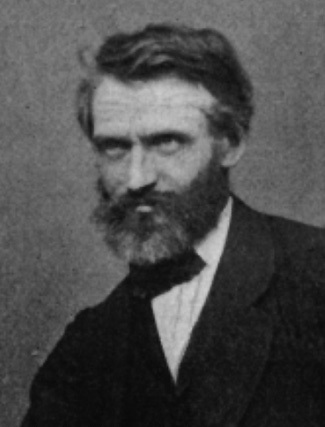
Ferdinand Carré

Ferdinand Philippe Carré (* 11. März 1824 in Moislains, Département Somme; † 11. Januar 1900 in Pommeuse, Département Seine-et-Marne) war ein französischer Ingenieur, der für seine Arbeiten in der Kältetechnik bekannt ist.

## Leben
Sein Bruder Edmond Carré hatte schon 1850 eine Kältemaschine mit Wasser und Schwefelsäure konstruiert. 1859 entwickelte Ferdinand Carré dann eine Kompressions-Kältemaschine, basierend auf Ammoniak, die stündlich 200 kg Eis produzierte und auf der Londoner Weltausstellung 1862 ausgestellt wurde.
Zwischen 1868 und 1890 entwickelte er Elektrostatische Generatoren, die Carré Maschine.

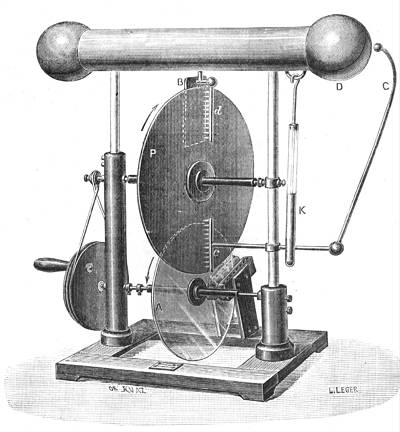
Carré-Maschine
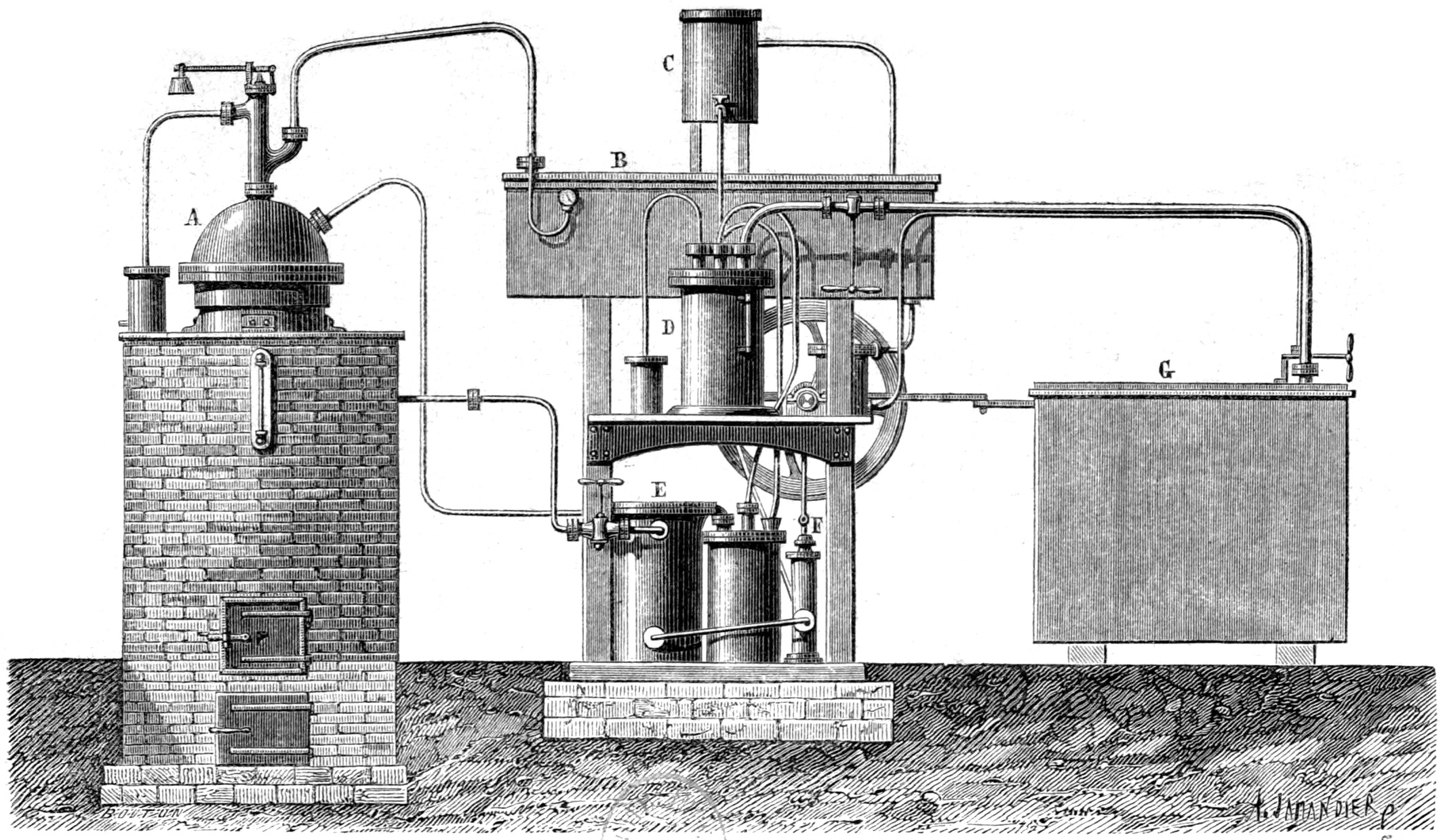
Carré Eismaschine